# Antonio Nirta
Antonio Nirta (San Luca, 22 aprile 1919 – Benestare, 1º settembre 2015) è stato un mafioso italiano della 'ndrangheta, capobastone della 'ndrina dei Nirta La Maggiore di San Luca.
Antonio Nirta governò la 'ndrina dei Nirta La Maggiore un tempo insieme ai suoi fratelli Giuseppe, Francesco e Sebastiano. 
Fu un importante membro della Commissione provinciale.

## Biografia
Nel 1935 all'età di 16 anni fu già accusato di uso d'armi.
Nel 1953 lo considerarono un pericolo per l'ordine pubblico e nel 1967 fu accusato di associazione a delinquere, estorsione e tentato omicidio.
L'ottobre del 1969 partecipò all'incontro di Montalto nei pressi del Santuario della Madonna di Polsi.
Divenne famoso anche per le sue doti diplomatiche e difatti mediò la pace tra i De Stefano e gli Imerti-Condello durante la seconda guerra di 'Ndrangheta tra il 1985 e il 1991. Nirta garantì per i De Stefano mentre Antonio Mammoliti per gli Imerti.
Nel 1993 fu nuovamente paciere insieme ai De Stefano nei primi anni della faida di San Luca scoppiata nel 1991 tra i Nirta-Strangio e i Pelle-Vottari.
L'8 agosto 1993 fu arrestato a Benestare.
Il nipote omonimo, Antonio Nirta detto "'Ntoni due nasi", è indicato dal collaboratore di giustizia Saverio Morabito e dalla Commissione parlamentare d'inchiesta sul caso Moro come partecipe alla strage di via Fani in qualità di infiltrato nelle Brigate Rosse.